# Mały domek w Wielkich Lasach
Mały domek w Wielkich Lasach (Little House in the Big Woods, 1932) – powieść Laury Ingalls Wilder, z dużą dozą elementów autobiograficznych, spisanych i zredagowanych przez córkę autorki, Rose Wilder Lane. Powieść otwiera oryginalny cykl powieściowy Domek, będąc obecnie jednocześnie pierwszą częścią czwartego z podcykli, zatytułowanego The Laura Years.
Akcja utworu rozgrywa się w pierwszej połowie lat 70. XIX wieku, w lasach stanu Wisconsin, w okolicy miasta Pepin i osady Lund. Czytelnik poznaje główną bohaterkę cyklu, pięcioletnią Laurę, jej rodziców Charlesa i Caroline Ingallsów, siostry Mary i Carrie oraz dalszą rodzinę. Towarzyszy się im w przygotowaniach do zimy, świniobiciu, poznaje tradycje bożonarodzeniowe, przeżywa trudy zimy, z niecierpliwością oczekując wiosny, a po lecie – bierze udział w żniwach.

## Książka a rzeczywistość
Powieść, choć autobiograficzna – podobnie jak kolejne części, w wielu momentach odbiega od rzeczywistości, skracając bądź rezygnując całkowicie z opisu pewnych wydarzeń, łącząc inne, czy też przenosząc je w inne momenty życia pisarki.
Charles i Caroline zamieszkiwali lasy Wisconsin od okresu młodzieńczego do wyjazdu w roku 1868, gdy Mary miała 3 lata, a Laura kilka miesięcy. Zamieszkali wtedy na krótko w Rothville w stanie Missouri, a następnie przenieśli się w okolice miasta Independence w stanie Kansas, gdzie w roku 1870 urodziła się Carrie. Kilka tygodni po tym wydarzeniu musieli opuścić okolicę i powrócili do Wisconsin, gdzie pozostali do roku 1874. 
Data urodzenia Wilder wskazuje na umieszczenie akcji Małego domku w Wielkich Lasach w latach 1872–73, czyli podczas "drugiego pobytu" w tej okolicy. Jednakże, jak pokazuje drugi tom cyklu, nie uwzględnia ona przerwy w latach 1868-70, gdyż na prerię Kansas trafiają w drugim tomie serii.

## Strony zewnętrzne
- Mały domek w Wielkich Lasach w portalu Open Library